# Płonica
Płonica, szkarlatyna (łac. scarlatina) – choroba zakaźna wywoływana przez bakterię Streptococcus pyogenes – paciorkowca grupy A. Objawy obejmują ból gardła, gorączkę, bóle głowy, obrzęk węzłów chłonnych i charakterystyczną wysypkę na skórze. Wysypka jest czerwona i przypomina papier ścierny; zwykle pojawia się na klatce piersiowej i rozprzestrzenia po całym ciele z wyjątkiem dłoni i podeszw stóp. Na twarzy zaczerwienione są zwykle policzki, podczas gdy okolica ust pozostaje blada. Wysypka blednie pod naciskiem, zwykle utrzymuje się przez około tydzień. Skóra może się następnie złuszczać. Mogą też występować zaczerwienia w zgięciach łokci i pod kolanami. Początkowo na języku pojawia się biały lub żółtawy nalot, który z czasem ustępuje, odsłaniając zaczerwieniony język, przypominający truskawkę lub malinę.
Płonica najczęściej dotyka dzieci w wieku od 5 do 15 lat. Występuje jako powikłanie paciorkowcowego zapalenia gardła (anginy paciorkowcowej) albo paciorkowcowego zakażenia skóry.
Szkarlatyna przenosi się drogą kropelkową. Można też zarazić się, dotykając przedmiotu, na którym znajdują się bakterie lub wydzieliny z zakażenia skóry, a następnie błony śluzowej ust lub nosa. Najszybciej rozprzestrzenia się w miejscach, gdzie gromadzi się wiele osób, jak szkoły, przedszkola, koszary itp.
Charakterystyczna wysypka jest spowodowana toksyną erytrogenną. Istnieją testy szybko wykrywające obecność paciorkowców z grupy A, ale diagnoza jest zwykle potwierdzana przez posiew z gardła.
Na szkarlatynę nie ma szczepionki. Leczy się ją antybiotykami, lekiem z wyboru jest penicylina V i amoksycylina.

## Etiologia
Streptococcus pyogenes – paciorkowiec β-hemolizujący z grupy A wg Lancefield, wytwarzający toksynę erytrogenną.

## Występowanie płonicy
Szkarlatyna po raz pierwszy została zdiagnozowana w 1675 roku. Została ona wyodrębniona i opisana przez angielskiego lekarza Thomasa Sydenhama. Epidemia tej choroby w Tours w 1824 roku przyniosła wiele ofiar śmiertelnych. Płonica jest rozpowszechniona na całym świecie. Przed drugą wojną światową była najczęstszą chorobą wieku dziecięcego o bardzo ciężkim przebiegu. Śmiertelność wynosiła 25% (obecnie poniżej 1%). Większość zachorowań występuje jesienią i zimą. W Polsce zapadalność wynosi 149 przypadków na 100 000 mieszkańców.

## Patogeneza
Źródłem zakażenia jest człowiek chory na zakażenie paciorkowcowe, ozdrowieniec lub nosiciel paciorkowca. Osoba dorosła, która choruje na anginę paciorkowcową, może być źródłem zakażenia dla dziecka. Zakażenie jest przekazywane drogą kropelkową. Wrota zakażenia: błony śluzowe gardła, uszkodzona skóra (płonica przyranna, jako nadkażenie).

## Objawy

Wysypka w szkarlatynie

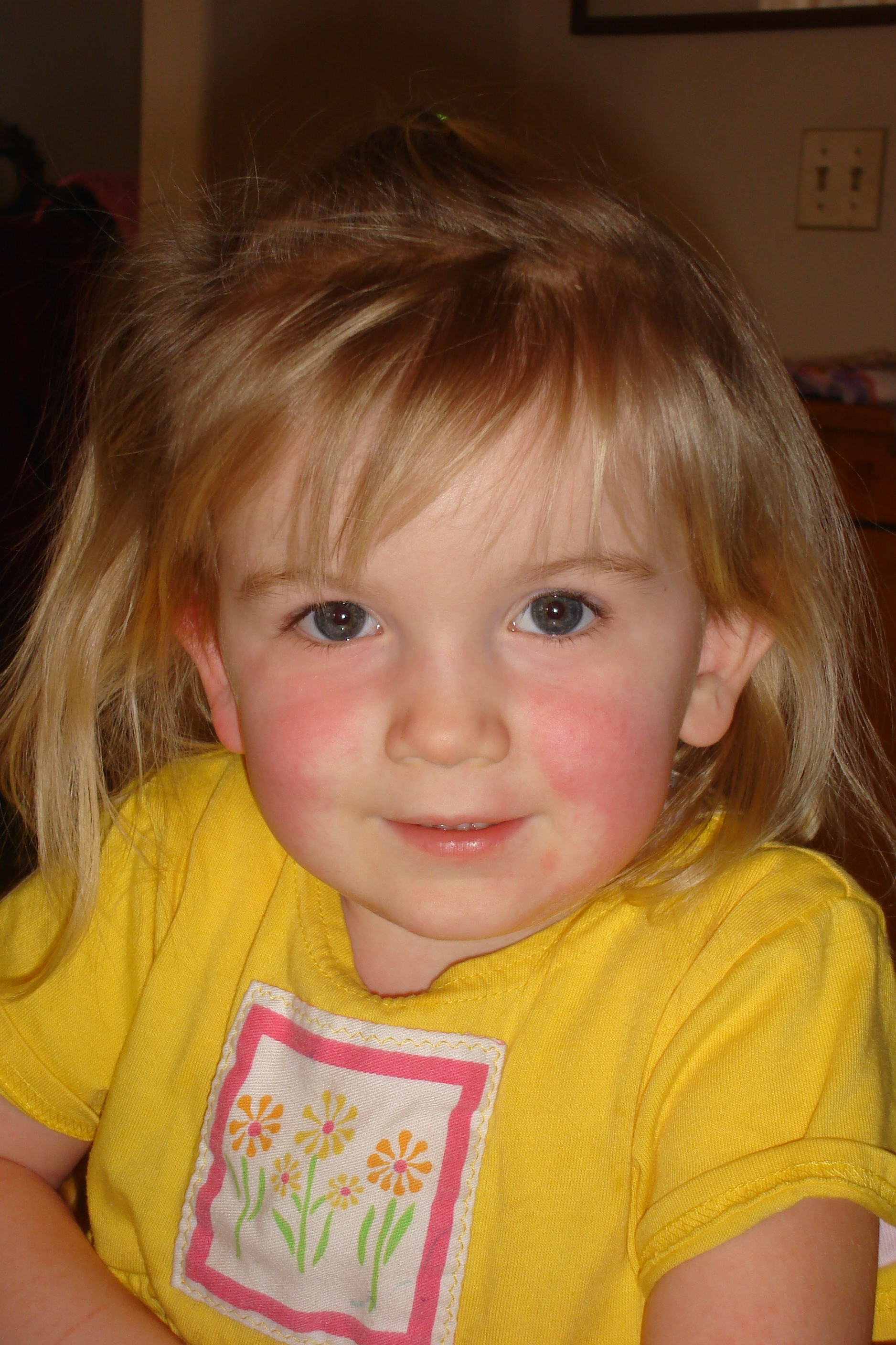
Twarz z rumieniem o typowej lokalizacji. Okolica ust nie jest objęta wysypką i tworzy trójkąt Fiłatowa

Po bezobjawowym okresie wylęgania trwającym 2–5 dni, choroba zaczyna się nagle. Do wstępnych objawów klinicznych zalicza się gorączkę, bóle brzucha, wymioty oraz ból gardła. Lekarz badający dziecko w tym okresie stwierdza anginę (stan zapalny gardła lub jamy nosowo-gardłowej) o różnym nasileniu oraz powiększenie węzłów chłonnych, głównie szyjnych. Wysypka pojawia się równocześnie z gorączką lub 24 godz. później. Jest ona drobnoplamista, czerwona, zlewająca się na tułowiu, w zgięciach łokciowych i podkolanowych. Najwyraźniejsza jest na piersiach, brzuchu, pośladkach i w pachwinach. Wysypka wygląda tak, jakby ktoś pokaleczył skórę uderzając w nią szczotką. Od szkarłatnej barwy wysypki przyjęła się także równoznaczna nazwa choroby tj. szkarlatyna. Na policzkach widoczny jest rumień, jednak skóra wokół ust i nosa pozostaje blada (tzw. trójkąt Fiłatowa). Ponadto stwierdza się wzmożoną łamliwość drobnych naczyń, co wyraża się liniami Pastii w naturalnych fałdach (pachy, pachwiny, podbrzusze). Intensywność i czas trwania wysypki jest różny (od 24 godz. do kilku dni).
Język początkowo obłożony (pokryty żółtawobiałym nalotem), potem przybiera wygląd malinowy (żywoczerwone, powiększone brodawki smakowe). Po kilku dniach od ustąpienia wysypki występuje grubopłatowe łuszczenie się skóry, najwyraźniejsze na stopach i dłoniach (gdy nie zauważono wysypki, to charakterystyczne łuszczenie się skóry pozwala na wsteczne rozpoznanie płonicy).
Gdy przebieg płonicy jest bardziej toksyczny, to poza wysypką mogą wystąpić zaburzenia układu krążenia, zapalenie mięśnia sercowego, utrata przytomności, nad sercem stwierdza się szmer skurczowy; wątroba i śledziona powiększone. Zmiany zapalne w gardle są słabo wyrażone.
Płonica o przebiegu septycznym charakteryzuje się dużymi zmianami w gardle, zapaleniem węzłów chłonnych szyjnych. Może dojść do martwicy tkanek dna jamy ustnej (angina Ludwiga), bakteriemii i posocznicy.
Płonica przyranna – zakażenie przez uszkodzoną skórę. Charakterystyczna cecha – brak anginy. Wysypka i przebieg jak wyżej.

## Rozpoznanie
W badaniach dodatkowych, w ostrym okresie choroby, w morfologii stwierdza się podwyższoną liczbę leukocytów. Także podwyższone jest ASO (powyżej miana 1:200) i OB. Sam wymaz z gardła wykazuje małe znaczenie diagnostyczne, ponieważ bakteria Streptococcus pyogenes może być częścią naturalnej flory bakteryjnej jamy ustnej.
Streptococcus pyogenes można odróżnić od Streptococcus agalactiae (obie bakterie są β-hemolizujące na podłożu agar z krwią) testem dyfuzyjno-krążkowym na bacytracynę, w którym S. pyogenes ma wynik dodatni.

## Różnicowanie
Choroby, z którymi należy różnicować płonicę, to:
- różyczka
- odra
- zakażenie gronkowcowe
- zespół wstrząsu toksycznego
- choroba Kawasakiego

## Powikłania
- kłębuszkowe zapalenie nerek
- zapalenie stawów
- gorączka reumatyczna
- zapalenie węzłów chłonnych
- zapalenie ucha środkowego

## Leczenie
Płonica wymaga bezwzględnie leczenia antybiotykiem (penicylina krystaliczna, cefalosporyny). Jeśli jest podejrzenie uczulenia dziecka na pochodne penicyliny, to stosuje się makrolidy (przez 10–14 dni).